# Fleur Delacour
Fleur Delacour imaginaran je lik iz serije romana o Harryju Potteru. Prvi se put pojavila u četvrtoj knjizi, Harry Potter i Plameni pehar, a kasnije i u šestoj knjizi, Harry Potter i Princ miješane krvi i pojavila se, udana za Billa Weasleyja u sedmoj knjizi, Harry Potter i Darovi smrti.
Fleur je završila Akademiju magije Beauxbatons u Francuskoj. Ona je talentirana poluvještica, dovoljno moćna da se natječe na Tromagijskom turniru. Zaručena je za Billa Weasleyja, najstarijeg sina Arthura i Molly Weasley. njezina zadivljujuća ljepota u potpunoj je suprotnosti s njezinom ponekad arogantnom i snobovskom naravi; zapravo, njezino ponašanje toliko ljuti neke od Weasleyjevih da su joj mlađi članovi već nadjenuli nadimak "Fleka".
U čevrtom filmu Fleur glumi Clémence Poésy.

## Životopis
Fleur je iz Francuske. Njezina je baka veela, što Fleur čini četvrt veelom - to joj daje ljepotu koja privlači muškarce poput magneta. Starija je od Harryja otprilike tri godine, što znači da je rođena oko 1977. Ima mlađu sestru Gabrielle, staru otprilike deset godina.
Fleurin je štapić dug dvadeset četiri centimetra, nije savitljiv, napravljen je od palisandrovine i sadrži jednu vlas veeline kose. Tečno govori engleski, ali ima jak francuski naglasak.
Fleur je učila magiju u Beauxbatonsu, ali bila je i jedna od natjecatelja na Tromagijskom turniru u Harryju Potteru i Plamenom peharu pa je veći dio svoje posljednje godine školovanja provela u Hogwartsu. Često se žalila na mnoge stvari u Hogwartsu i nije bila za to da Harry postane četvrti prvak, govoreći da je premlad.
Fleur ima mlađu sestru Gabrielle koja je imala otprilike osam godina u vrijeme Plamenog pehara. Fleur je trebala spasiti svoju sestru u drugom zadatku na Tromagijskom turniru, ali nije uspjela. Harry je odlučio spasiti i Gabrielle (iako djevojčica nije bila u stvarnoj opasnosti), a Fleur je, vidno potresena događajem, postala puno toplija prema njemu i Hogwartsu općenito.
Fleur je turnir završila na posljednjem mjestu, iako zbog manipuliranja Lorda Voldemorta (preko Bartyja Croucha ml.) nikada neće biti poznato koliko je zapravo bila dobar prvak. Na kraju knjige rekla je Harryju da bi se voljela vratiti u Englesku kako bi dobila posao i usavršila engleski. 
U Harryju Potteru i Redu feniksa kratko je spomenuto da se Fleur zaposlila u Gringottsu i da joj Bill Weasley pomaže da popravi engleski. Te su "instrukcije" na kraju dovele do romantične veze (Fredovim riječima - Bill daje Fleur puno "privatnih instrukcija").
U Harryju Potteru i Princu miješane krvi Fleur i Bill otkrili su da su se zaručili i da će se vjenčati. Bill je doveo Fleur u Jazbinu da bi upoznala njegovu obitelj. Billova majka, Molly Weasley, ne voli Fleur i ne može shvatiti kako se zaljubio u Fleur, koju ona isprva smatra razmaženom, plitkom i narcisoidnom. Fleur zapravo ni ne daje svojoj budućoj svekrvi razloga da misli drugačije. Prvo se činilo da gđa. Weasley želi da se Bill zaljubi u Nymphadoru Tonks, ali kasnije saznajemo da je Tonks zaljubljena u Remusa Lupina.
Ron pak nije tako neprijateljski nastrojen prema Fleur - što je i razumljivo zato što je on bio jedan od mnogih učenika koje je Fleur uspjela šarmirati (Harry je među malobrojnima koje Fleur nije uspjela privući svojim veelinskim šarmom, iako je bio sretan kad ga je poljubila u obraz). 
Fleur se pokazala u drugom svjetlu kad je njezin zaručnik zadobio ozbiljne ozljede u bitci u Hogwartsu. Nakon što je čula da je gđa. Weasley pretpostavila da neće biti vjenčanja, Fleur se uvrijedila zbog same pomisli na to da se ona ne bi udala za Billa samo zbog ožiljaka na licu. Zapravo, ona te rane smatra dokazom njegove hrabrosti (i dodaje da ju ne zanima kako Bill izgleda kad je ona dovoljno lijepa za oboje). Čini se da su odnosi između Fleur i obitelji Weasley trenutačno zatoplili.
Očekuje se da će se Bill i Fleur vjenčati na početku sedme knjige o Harryju Potteru; šesta knjiga izričito govori da će Harry biti prisutan na vjenčanju prije nego što se posveti svojoj misiji da ubije Voldemorta. Fleur želi da Billova sestra Ginny i njezina sestra Gabrielle budu djeveruše, a sada prijateljski nastrojena gospođa Weasley čak joj je ponudila i da na vjenčanju nosi tijaru koja je obiteljsko naslijeđe.